# Portrait de Jean-Baptiste Belley, député à la Convention
Le Portrait de Jean-Baptiste Belley est un portrait à l'huile sur toile de l'artiste français Anne-Louis Girodet, datant de 1797. Il représente Jean-Baptiste Belley, un ancien esclave de Saint-Domingue qui fut élu pour servir à la Convention nationale après la Révolution française,. Il se tient debout, à côté d'un buste de l'abolitionniste français Guillaume-Thomas Raynal.

## Description
Dans ce tableau, Girodet évoque les tensions de l’époque. Belley, debout, porte l'uniforme d'un membre de la Convention, avec un paysage tropical derrière lui, et a une pose élégante et décontractée, comme celle privilégiée dans de nombreux portraits politiques français d'hommes politiques révolutionnaires. Son coude repose sur un buste du philosophe Guillaume Thomas François Raynal (1713–1796), auteur d'une Histoire philosophique et politique des établissements et du commerce des Européens dans les Indes orientales et occidentales (1770). Raynal, qui venait de mourir, avait été un partisan de l'abolition de l'esclavage.
La composition ressemble au Portrait de Chateaubriand réalisé ultérieurement par l'artiste.

## Provenance
Le tableau a été exposé au Salon de 1798 au Louvre à Paris. Exposé à Toulon pendant plusieurs décennies, il fut acquis pour le Louvre en 1828 pour 3 000 francs alors qu'on pensait qu'il s'agissait d'un portrait de Toussaint Louverture. Il fait aujourd'hui partie des collections du château de Versailles,.
Un dessin de Girodet pour le portrait à l'encre et à la pierre noire se trouve à l'Art Institute of Chicago, acheté en 1973.

## Postérité
Le portrait a été utilisé pour la couverture du livre de Christopher Bayly, The Birth of the Modern World 1780–1914 : Global Connections and Comparisons (Oxford : Blackwell, 2004).
Il s'agit de l'unique portrait de Belley connu, conservé par le musée de l'Histoire de France de Versailles. En novembre 2019, le député LFI Alexis Corbière demande qu'il soit transféré au palais Bourbon à Paris, afin de donner à une salle son nom.